# Pot (poker)

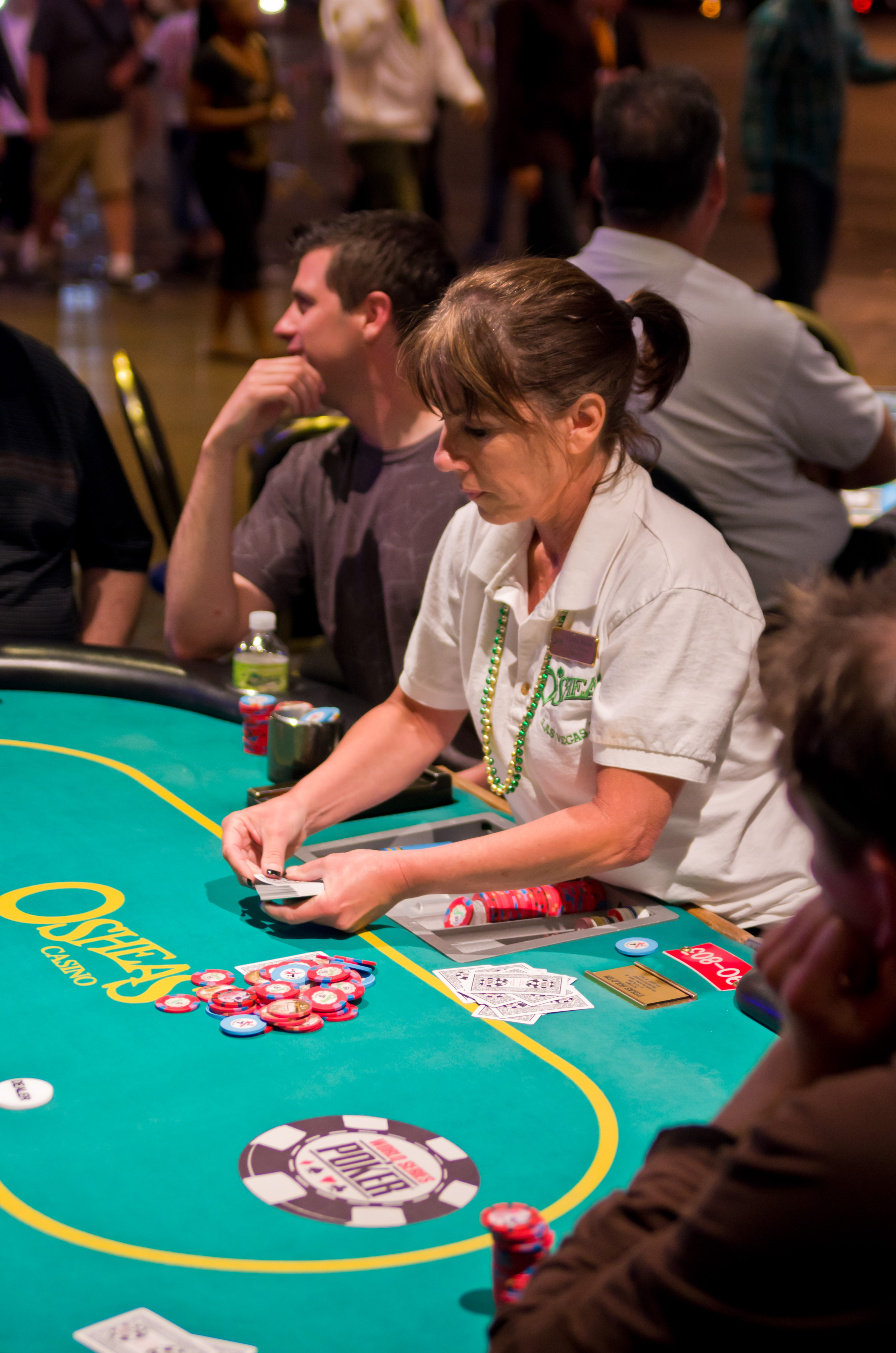
De pot van fiches wordt meestal in het midden van de pokertafel gelegd

Bij poker verwijst de term pot naar het totale bedrag aan geld dat spelers hebben ingezet tijdens een enkele ronde of spel , afhankelijk van de wedregels van de gekozen variant. Het is mogelijk dat de naam pot verbonden is aan of voortkomt uit het concept van jackpot. 
Aan het einde van een ronde, omdat alle behalve één speler heeft gepast (gevouwen), of vanwege een showdown, wordt de pot opgeëist of verdeeld onder de speler(s) met de winnende kaarten. Er zijn gevallen waarin de pot gedeeld kan worden tussen verschillende spelers. Dit is vaak het geval in spellen met regels voor de hoogste of laagste waarde hand, waarbij niet alleen de beste hand kan winnen, maar de slechtste onder bepaalde omstandigheden een deel van de pot kan nemen.